# Александар Ванг
Александар Ванг (енгл. Alexander Wang, рођен 26. децембра 1983. године) кинеско-амерички је модни дизајнер.
Са 18 година се преселио у Њујорк, где је похађао Парсонс школу за дизајн. Након две године образовања у Парсонс школи, тачније 2005. године, одлучио је да покрене сопствени модни бренд, који су углавном чиниле колекције трикотаже. У јесен 2007. године, Ван је по први пут представио женску колекцију, "спремну за ношење"(енгл. ready-to-wear), на модној писти Њујорка, где је добио признање од стране критичара. Године 2008. односи победу и добија награду CFDA/Vogue модног фонда у виду $ 20,000 за проширење свог пословања. Исте године је дизајнирао и објавио своју прву колекцију ташни.
Наредне, 2009. године, покренуо је "Т by Alexander Wang"(енгл. Т-shirt) женску колекцију, коју је пратила колекција под истим именом за мушкарце, годину дана касније. Године 2009. био је признат као дизајнер међу својим колегама, након што је добио награду Дизајнера године(у области одеће за жене), од стране Савета модних дизајнера Америке(енгл.CFDA) и компаније Сваровски. Такође, исте године Ван је постао и добитник Швајцарске текстилне награде. 
Његове модне линије су сада део глобалног тржишта и део су понуде у више од 700 радњи и других места, укључујући луксузне робне куће као што су: Bloomingdale's, Barneys New York, Neiman Marcus, Bergdorf Goodman, Dover Street Market, Browns, Saks Fifth Avenue и Net-a-Porter.
Ванг је познат по свом урбанистичком дизајну. У јесен 2008. године, у колекцији је користио црну боју као доминантну, а након тога је у пролеће 2009. у колекцији користио светле боје као што су наранџаста, прашњаво(прљаво) љубичаста, аквамарин боја и пинк(каранфиласта боја). У међувремену се враћа на употребу углавном црних тканина, а често је био похваљиван за приказивање изузетних вештина кројења.  Јула 31. 2015. године објавњено је да је Александар Ванг напустио модну кућу Баленсијага. 

## Младост
Ванг је рођен у Сан Франциску, Калифорнија, као дете родитеља кинеско- америчког порекла.  Има брата који се зове Денис. 
Са 15 година Александар одлази на летњи програм дизајна у Central Saint Martinsшколу уметности у Лондону. Ванг је похађао основну и средњу школу у приватној школи Харкер(енгл. Harker School). Девети разред је завршио у интернату Стивенсон школе(енгл. Stevenson School) у Калифорнији, Pebble Beach. Након деветог разреда, живео је у Сан Франциску где је похађао средњу школу(енгл. Drew School). Ванг не говори мандарински језик.

## Каријера
Ванг је своју прву колекцију за жене у целости пласирао 2007. године. Колекције се налазе у продаји у преко 700 радњи широм света, а сам бренд поседује 16 радњи у 7 држава. Био је добитник награде од стране Савета модних дизајнера Америке(CFDA)/Vogue Fashion Fund Award, 2008. године. Године 2009. био је признат као дизајнер међу својим колегама, након што је добио награду Дизајнера године од стране компаније Сваровски, када је у питању одећа за жене. Октобра исте године Ванг је постао и добитник Швајцарске текстилне награде. Ванг је 2010. године освојио још једну награду за дизајнера године(Сваровски), али тада за категорију модних детаља. 
Наредне године је од стране GQ US проглашен за најбољег дизајнера године када је у питању мушка одећа. Исте године је освојио и награду за најбољег дизајнера модних детаља, коју је доделио Савет модних дизајнера Америке. Октобра 2013. године је награђен са "Fashion Star" наградом од стране Fashion Group International. 
Његова прва продавница је отворена 17. фебруара 2011. године. у градској области Манхетн, Сохо.
Априла 2014. године је било најављено да ће Александар Ванг бити следећи дизајнер колекције за шведску компанију одеће Х&М. Колекција је била доступна у Х&М продавницама и онлајн 6. новембра 2014. године. У колекцији се налазила одећа за мушкарце и жене, али и његови познати модни детаљи. Ова вест је објављена на дизајнеровој личној Инстаграм страници.
Године 2016. добио је одштету у износу од 90 милиона долара након успешне тужбе против 45 оптужених лица која су пословала на 459 сајтова, продајући фалсификовану робу са његовим именом. Верује се да ни Ванг, нити његов бренд неће ипак добити ту суму.
Године 2016, постао је генерални директор и председник бренда Ванг, наследивши на том месту своју мајку, Јинг Ванг и снају Ејми Ванг.
Александар Ванг је постао водитељ програма Недеље моде у Њујорку(енгл. New York Fashion Week).